# 李鏞 (正統進士)
李鏞（1426年—？），字廷器，山西澤州沁水縣人，民籍。明朝政治人物。進士出身。

## 生平
山西鄉試第四名。正統十三年（1448年）戊辰科會試第四十七名，殿試登進士第三甲第二十五名。

## 家族
曾祖父李成奇。祖父李伯原。父亲李郁。